# ختم النمر (مسلسل)
ختم النمر مسلسل درامي، مصري من إنتاج سنة 2020. المسلسل من إخراج أحمد سمير فرج، وتأليف أحمد سمير فرج، ومن بطولة أحمد صلاح حسني، ونسرين طافش، وميرهان حسين، وعفاف شعيب.

## القصة
تدور الأحداث حول عمر النمر (أحمد صلاح حسني) الذي يحب هنادي (ميرهان حسين)، لكنه يتعرض للعديد من المشاكل بسبب حبه لها، خاصة أن والده ووالدها لديهما سر قديم بينهما ويبدو أنه يهدد قصة حبهما.

## طاقم التمثيل
- أحمد صلاح حسني
- نسرين طافش
- ميرهان حسين
- عفاف شعيب
- إسلام جمال
- أمير صلاح
- تامر شلتوت
- رشدي الشامي
- تميم عبده
- جميل برسوم
- إبراهيم فرح
- وفاء سالم
- حنان سليمان
- هدى الإتربي
- حسنة سليم
- كريم العمري
- عادل البهدلي
- بسام شرف
- خالد عمارة
- وليد الشناوي
- محمد احمد فؤاد
- عبد الله علي عبد الله
- محمد نبيل درغام
- ساندي علي
- محمد مليحه